# Podbeskydská brázda
Podbeskydská brázda je geomorfologický celek na severu Slovenska. Je součástí provincie Západní Karpaty, subprovincie Vnější Západní Karpaty a oblasti Střední Beskydy.

## Polohopis
Na severu a západě hraničí s Oravskými Beskydy, na jihu s podbeskydskou vrchovinou a na východě ji vymezuje hranice s Polskem. 
Podbeskydské brázda je prodloužena ve směru západ - východ. Nejvyšším bodem celku je Sihelnianský hrádek (993,4 m n. m.). Vodní toky zde protékají převážně v severojižním směru, například Klinianka, Mútňanka, Veselianka, Polhoranka, Rabčický potok.

## Osídlení
V podbeskydské brázdě leží 7 obcí: 
- Mútne
- Novoť
- Oravská Polhora
- Oravské Veselé
- Rabča
- Rabčice
- Sihelné

Velká část území je součástí CHKO Horná Orava.